# Berthold von Regensburg
Berthold von Regensburg (* um 1210 in Regensburg; † 13. oder 14. Dezember 1272 ebenda) war ein deutscher Franziskaner. Er war einer der bekanntesten Prediger des Mittelalters.

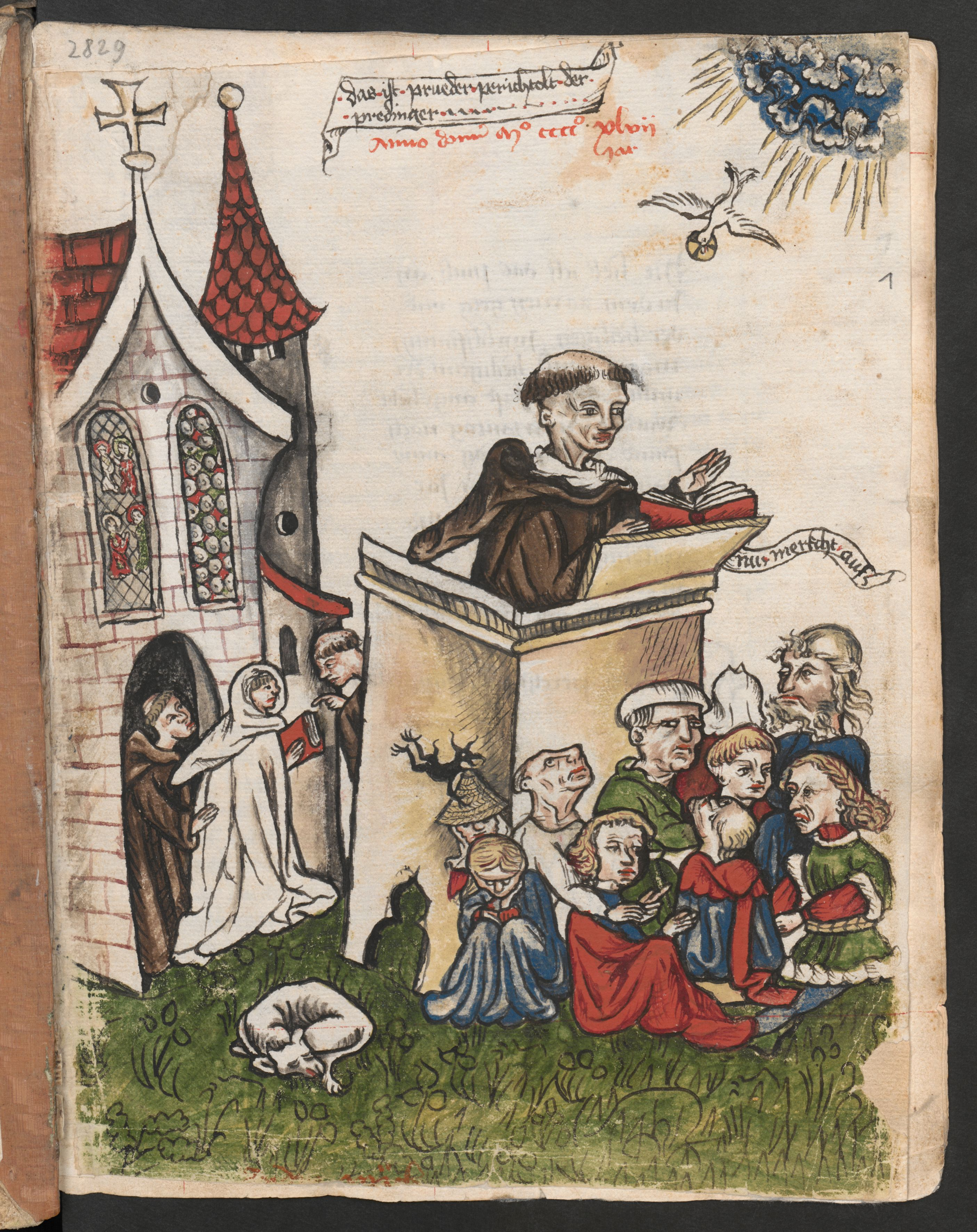
Berthold von Regensburg (Wien, Österreichische Nationalbibliothek, Cod. 2829, fol. 1v, 1447)

Grabplatte des Berthold von Regensburg in der Minoritenkirche Regensburg (ehemaliges Franziskanerkloster).

## Allgemeines
Berthold von Regensburg trat um 1226 in den 1209 gegründeten Franziskanerorden ein und wirkte als Bußprediger, aber auch als Prediger gegen Ketzer, aber gegen Judenverfolgung. Es wird angenommen, dass er von 1231 bis 1235 das von der Ordensleitung neu eingerichtete Studium provinciale der Sächsischen Franziskanerprovinz in Magdeburg besuchte und dort als Lektor tätig war.
Seit 1240 predigte er zunächst in Augsburg, 1246 war er zusammen mit David von Augsburg Visitator des Stifts Niedermünster in Regensburg. Seit der Jahrhundertmitte erwarb er sich den Ruf eines bedeutenden Predigers. Bei seinen Predigtreisen durchzog er mehrere Länder Europas und predigte vor seiner großen Zuhörerschaft oft auf freiem Feld.
Zu seinem Predigtstil gehörte die Pro- und Contrarede, auch zwischen Gott und Teufel. Berthold sah die Ankunft des Antichrist unmittelbar bevorstehen, prangerte schonungslos die Missstände in allen gesellschaftlichen Schichten an und rief mit deutlichen Worten zur Umkehr auf. Er arbeitete auf seinen Predigtreisen mit dem Franziskaner David von Augsburg zusammen.
Berthold warnte vor dem Atem von an Epilepsie erkrankten Patienten, da er eine Ansteckung Gesunder durch den „üblen“ Atem befürchtete. In einer ihm zugeschriebenen deutschen Predigt wird auch behauptet, Katzen würden Kröten ablecken und seien deshalb unreine Tiere, ihr Atem sei gesundheitsgefährdend und das Wort Ketzer sei etymologisch von Katze abgeleitet.
Am 21. März 1263 bestellte ihn Papst Urban IV. zum Gehilfen des Dominikaners Albertus Magnus, den er in den deutschsprachigen Gebieten durch Predigten unterstützen und zu einem Kreuzzug ins Heilige Land aufrufen sollte. Dazu bereiste Berthold 1263 Österreich, Böhmen und Thüringen. Um 1270 trat er im Freien unter einer Linde beim Minoritenkloster im damals böhmischen Glatz, der Hauptstadt der Grafschaft Glatz auf. Die Predigt wurde von seinem Mitbruder, dem Tschechen Petrus Odranecz, der der erste Guardian aus dem Glatzer Konvent des Minoritenklosters war, ins Tschechische übersetzt.
Da Berthold selbst von den Kreuzzügen keine hohe Meinung hatte, wird er diesen päpstlichen Befehl wohl nur mit innerem Widerstreben ausgeführt haben.
Sein Grabstein ist bis heute erhalten geblieben. Zentrales Motiv ist eine figürliche Ritzzeichnung mit einer lateinischen Umschrift. Im Zuge der Säkularisation 1803 wurde der Grabstein mit der Auflösung des Klosters als Pflasterstein in einem Privathaus verbaut, aber 1862 wiederentdeckt und im Domkreuzgang platziert. Der Grabstein befindet sich heute wieder in der Regensburger Minoritenkirche.
Berthold predigte in der damaligen Volkssprache, also auf Mittelhochdeutsch, doch sind keine seiner Predigten in authentischer Form überliefert. Als authentisch gelten drei seiner Sammlungen in lateinischer Sprache, nämlich Rusticanus de Dominicis, Rusticanus de Sanctis und Commune Sanctorum Rusticani, die aber in dieser Form sicher nicht real als Predigten gehalten wurden, sondern als Musterbuch für Kleriker zusammengestellt wurden. Die übrigen der ca. 400 Predigten in lateinischer sowie alle ca. 70 Predigten in mittelhochdeutscher Sprache, die unter seinem Namen tradiert sind, basieren auf Mitschriften von Zeitzeugen und auf in Klöstern entstandenen Erbauungsschriften, die in Duktus und Form dem Stil Bertholds nacheifern. Fragen der Autorschaft und die im Einzelnen sehr komplizierte Überlieferungssituation werden in der neueren Forschung kontrovers diskutiert.

## Gedenktag
Bertholds Gedenktag am 14. Dezember gilt für folgende Konfessionen:
- evangelisch: als Zeuge Christi im Evangelischen Namenkalender[8]
- römisch-katholisch: als Seliger[9]

## Werke
- Rusticanus de Dominicis (58 Predigten, authentisch, in 6 Handschriften überliefert)[10]
- Rusticanus de Sanctis (125 Predigten, authentisch, in 23 Handschriften überliefert)[11]
- Rusticanus de Communi (75 Predigten, authentisch, in 14 Handschriften überliefert)[12]
- Sermones ad Religiosos (87 Predigten, nicht authentisch, in 5 Handschriften überliefert)[13]
- Sermones speciales et extravagantes (48 Predigten, nicht authentisch, in einer Handschrift überliefert)[14]
- deutsche Predigten (im Wortlaut durchwegs nicht authentisch; um 1275 in einem Augsburger Minoritenkreis zusammengestellt, in 8 Haupthandschriften überliefert)[15]

## Ausgaben
- Christian Friedrich Kling (Herausgeber): Berthold des Franciskaners deutsche Predigten aus der zweiten Hälfte des dreizehnten Jahrhunderts: Theils vollständig, theils in Auszügen mit einem Vorwort von August Neander, Berlin 1824; Digitalisat in der Google-Buchsuche.
- Franz Göbel (Herausgeber): Die Predigten des Franziskaners Berthold von Regensburg. Schaffhausen 1850.
- Berthold von Regensburg. Vollständige Ausgabe seiner Predigten mit Einleitungen und Anmerkungen. 2 Bände, herausgegeben von Franz Pfeiffer und Joseph Strobl. Braumüller, Wien 1862 (archive.org) und 1880 (archive.org); neu herausgegeben von Kurt Ruh. de Gruyter, Berlin 1965, DOI:10.1515/9783112415245.
- Berthold von Regensburg: Vier Predigten. Mittelhochdeutsch/Neuhochdeutsch. Herausgegeben und übersetzt von Werner Röcke (= Reclams Universal-Bibliothek, Band 7974–7977). Reclam, Stuttgart 1983, ISBN 3-15-007974-8.